# Корнойбург
Корнойбург (нім. Korneuburg) — місто в Австрії, в федеральній землі Нижня Австрія, у окрузі Корнойбург.